# Catenaria (ferrocarril)

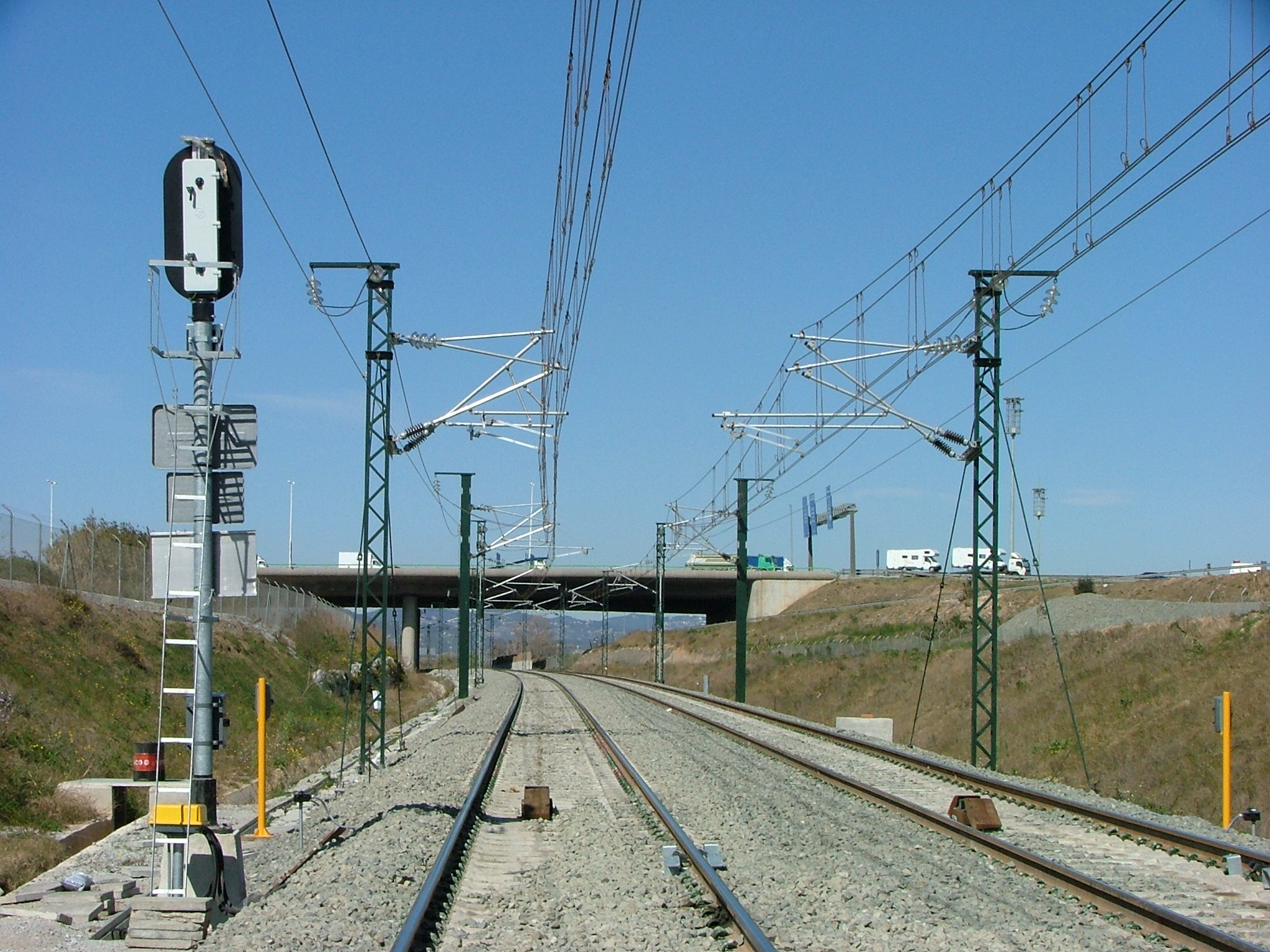
Línea aérea de contacto en la red de ADIF (España).

En ferrocarriles, se denomina catenaria a los cables aéreos de alimentación que transmiten energía eléctrica a las locomotoras u otro material motor.
Algunos autores prefieren utilizar el término "Línea Aérea de Contacto" o abreviadamente L.A.C., que puede incluir los sistemas denominados "línea tranviaria", "línea de trolebús", "catenaria flexible" y "catenaria rígida". Existen otros sistemas de alimentación eléctrica para ferrocarriles que no deben ser considerados como catenarias; los más importantes son el tercer carril y la levitación magnética.
Las tensiones de alimentación más comunes van desde 600 V a 3 kV en corriente continua, o entre 15 y 25 kV en corriente alterna. La mayor parte de las instalaciones funcionan con corriente continua o alterna monofásica, aunque existen algunas instalaciones de alterna trifásicas.

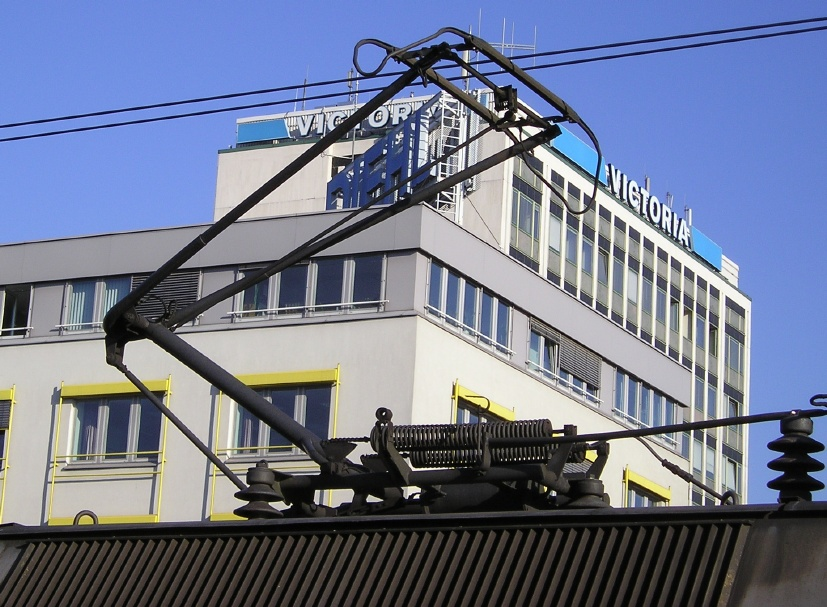
Pantógrafo ferroviario.

En los cables aéreos, el polo positivo de la instalación es normalmente la catenaria y el negativo son los carriles sobre los que circula el tren. Las corrientes provenientes de la subestación de tracción (transformadora o rectificadora de la tensión de la red general) llegan al tren por la catenaria a través del pantógrafo y vuelven a la subestación a través de los carriles de la vía férrea.
Una excepción a esta norma son los cables aéreos de contacto para trolebuses, donde al no existir carriles, la corriente de retorno circula hacia la subestación por un segundo cable paralelo al primero y en contacto con el vehículo por un segundo trole.
El nombre de catenaria proviene de la forma geométrica característica de la curva que forma un hilo flexible sometido a su propio peso, curva que se presenta en el caso de una línea tranviaria formada por un único cable (un claro ejemplo de esto son los cables conductores empleados en las líneas de trolebuses). Sin embargo, en los casos en que se requiere una mayor velocidad del material rodante (trenes de cercanías, metros ligeros, rutas suburbanas e interurbanas y, por supuesto, ferrocarriles de alta velocidad) se requiere que el cable conductor, del cual el pantógrafo toma la tensión, se vea afectado lo menos posible debido a su propio peso, describiendo una recta aproximadamente paralela a la vía. Por ello, la solución a este problema pasa por instalar un segundo cable del que este se cuelga. La curva adoptada por este segundo cable tampoco será una catenaria, ya que soporta un peso variable por unidad de longitud (al soportar el peso del hilo de contacto). No obstante, se denomina catenaria a todo el conjunto de los cables alimentadores, apoyos y elementos de tracción y suspensión de los cables que transmiten la energía eléctrica.

## Tipos de catenaria
Hay varios tipos de líneas aéreas de contacto para ferrocarriles y otros vehículos de tracción eléctrica, las principales serían las siguientes:
- Línea tranviaria
- Líneas de trolebús
- Catenaria aérea flexible
- Catenaria aérea rígida

### Línea tranviaria

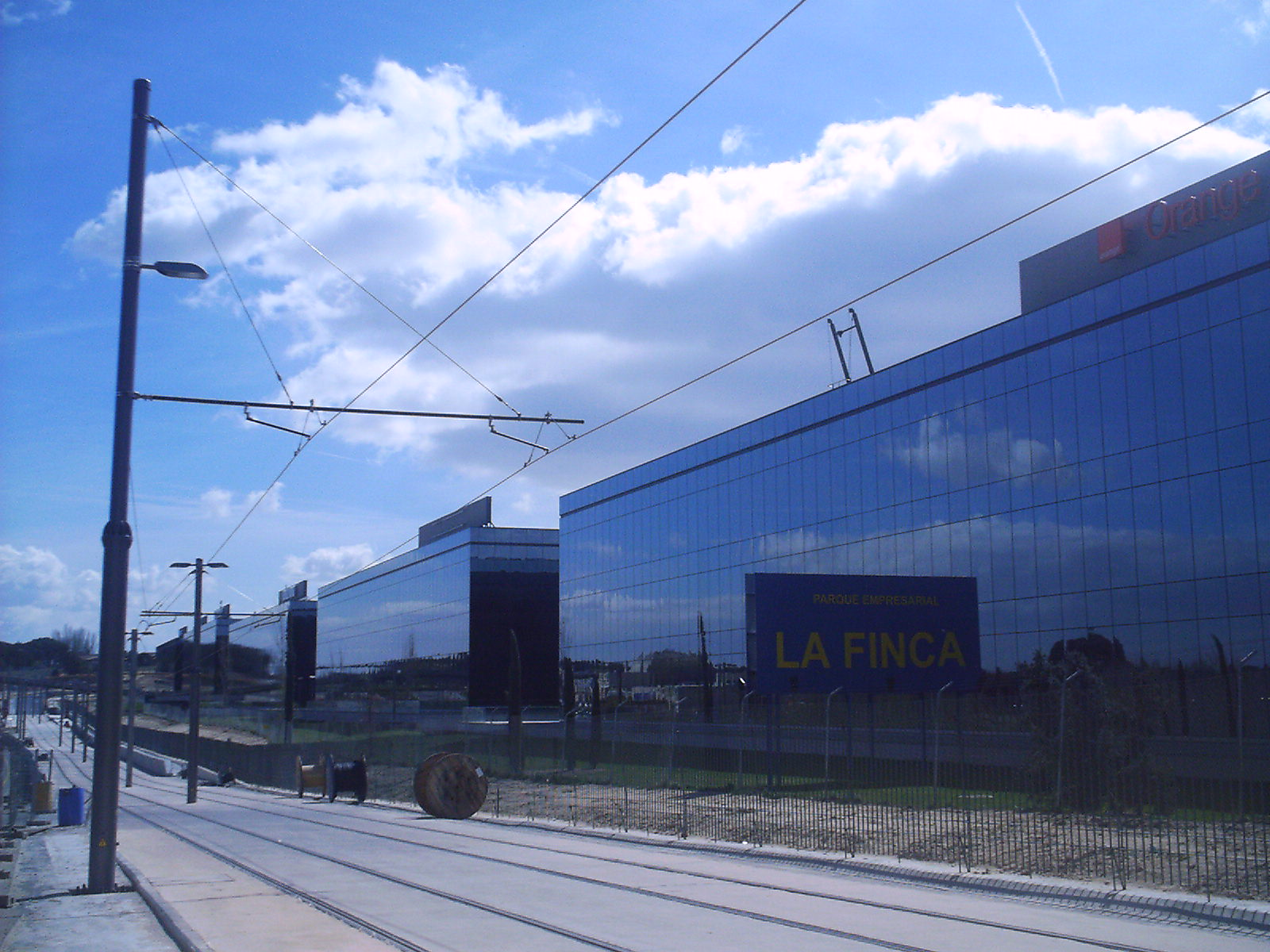
Línea tranviaria en Pozuelo de Alarcón. Madrid (España).

La línea tranviaria es la más sencilla de las aplicaciones de este tipo. Consiste en un hilo de contacto suspendido en apoyos consecutivos sobre la vía férrea. El tren toma energía de este hilo a través de un pantógrafo o de un trole.
La diferencia entre un pantógrafo y un trole consiste en que el pantógrafo tiene una pletina de carbón o grafito que se desliza por debajo del hilo conductor, mientras que el trole tiene una polea o roldana que rueda bajo el hilo. Ambos mecanismos poseen un sistema (mecánico o neumático) que proporciona la presión necesaria para mantener el elemento captador de corriente en contacto con los cables alimentadores.

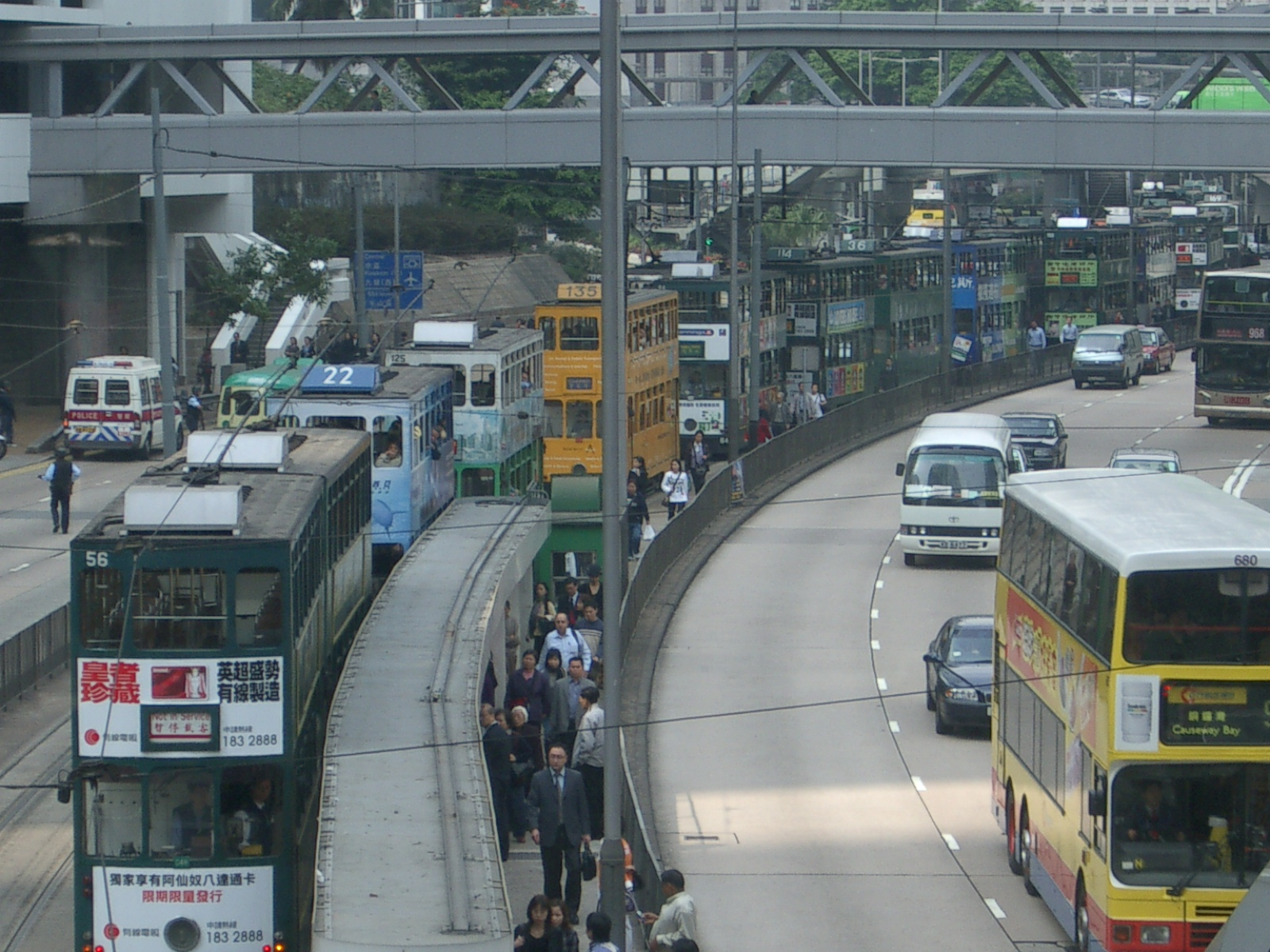
Tranvías de dos pisos en Hong Kong (China).

La línea tranviaria tiene el inconveniente de que la flecha del hilo (distancia vertical entre el apoyo y el punto más bajo del hilo) es grande (cuadráticamente proporcional al vano). La introducción de un cable sustentador disminuye esta flecha mediante el uso de péndolas. (Ver catenaria flexible).
La velocidad que puede alcanzar un vehículo alimentado por línea aérea de contacto depende de la regularidad de la altura del hilo y de la uniformidad en la elasticidad de la línea, por lo cual la línea tranviaria solo está aconsejada para velocidades bajas. Se emplea comúnmente en tranvías, metros ligeros, estaciones de carga, cocheras, etc.

### Líneas de trolebús

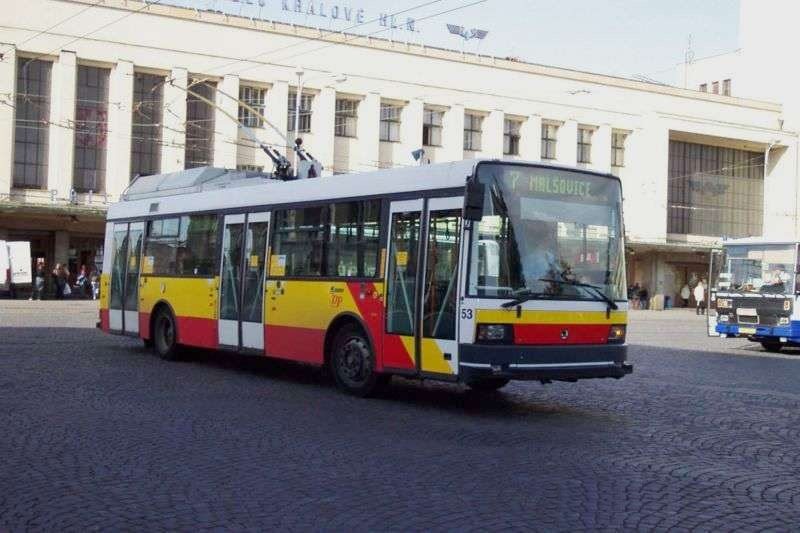
Línea de trolebús en Hradec Králové (República Checa).

Las líneas de trolebús son una derivación de las líneas tranviarias, consistiendo la diferencia fundamental de las mismas en que debe existir un segundo hilo, paralelo al primero, para el retorno de la corriente (negativo).
Al carecer los vehículos de dispositivos de guiado, la línea debe ser capaz de absorber grandes desviaciones laterales que puede transmitir la roldana del trole hacia la misma. Para ello las suspensiones de la línea disponen de un sistema flexible que permite el "balanceo" del hilo de contacto en sentido transversal en un rango muy amplio.

### Catenaria aérea flexible

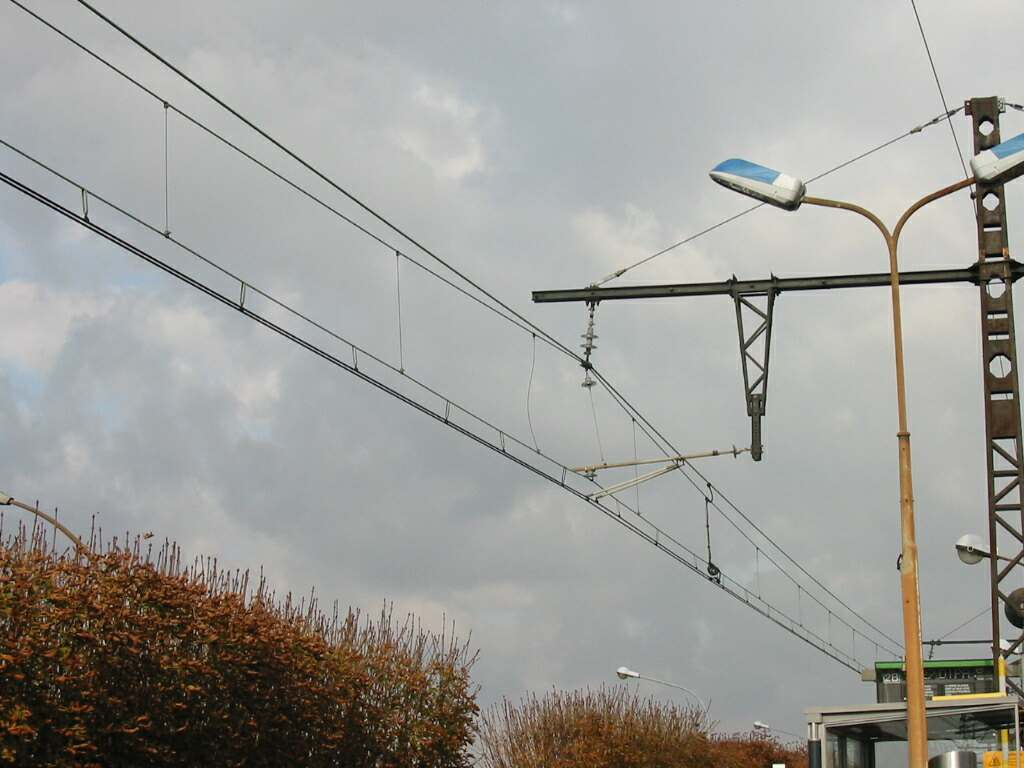
Catenaria aérea flexible compuesta en la red de la RFF en Villeneuve-Saint-Georges (Francia).

La catenaria flexible consiste en dos cables principales, de los cuales el superior tiene aproximadamente la forma de la curva conocida como catenaria y se llama «sustentador»; en algunos países hispanohablantes se denomina también «cable portador» o «cable mensajero». Mediante una serie de elementos colgantes (péndolas) sostiene otro cable, el de contacto, llamado hilo de contacto, de modo que permanezca manteniéndose en un plano paralelo al plano de las vías. A veces hay un tercer cable intermedio para mejorar el trazado del de contacto, al que se suele llamar «falso sustentador» o «sustentador secundario».
Las catenarias con un segundo sustentador en todo lo largo de su recorrido se suelen llamar catenarias compuestas o compound.
El hilo de contacto no es propiamente lo que se conoce como cable, con varios hilos o alambres enrollados en varias capas, sino un trefilado, es decir, un alambre macizo de una sola pieza.

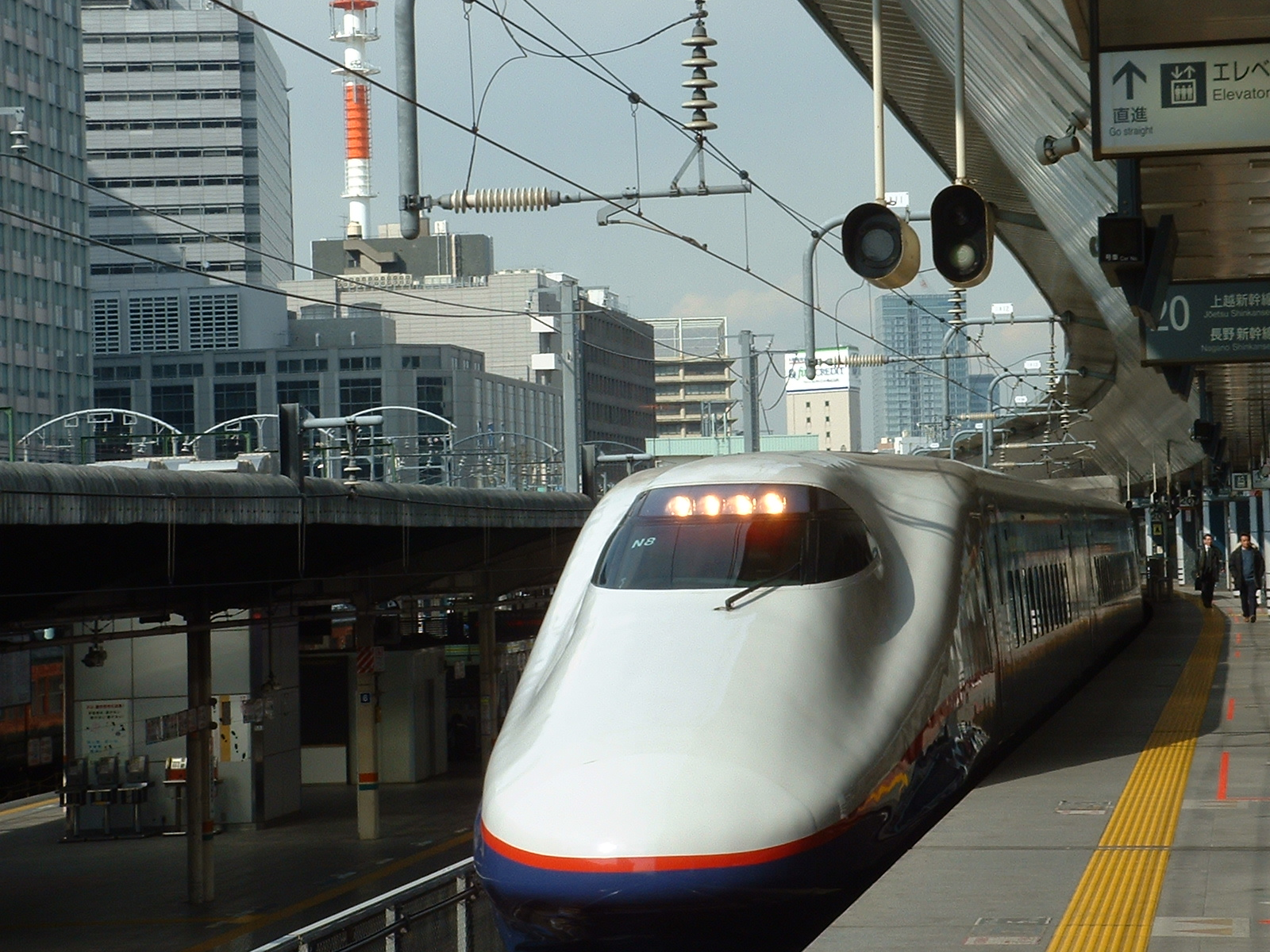
Catenaria de Alta velocidad del Shinkansen

Este sistema de cables tiene una geometría compleja, que va variando a lo largo de la línea en función de los requerimientos que se exigen en cada punto. Los parámetros geométricos más importantes que definen esta geometría son los siguientes:
- Vano.
- Altura del hilo de contacto.
- Altura de la catenaria.
- Elevación.
- Flecha de los hilos.
- Longitud del cantón.
- Descentramiento.

### Catenaria aérea rígida

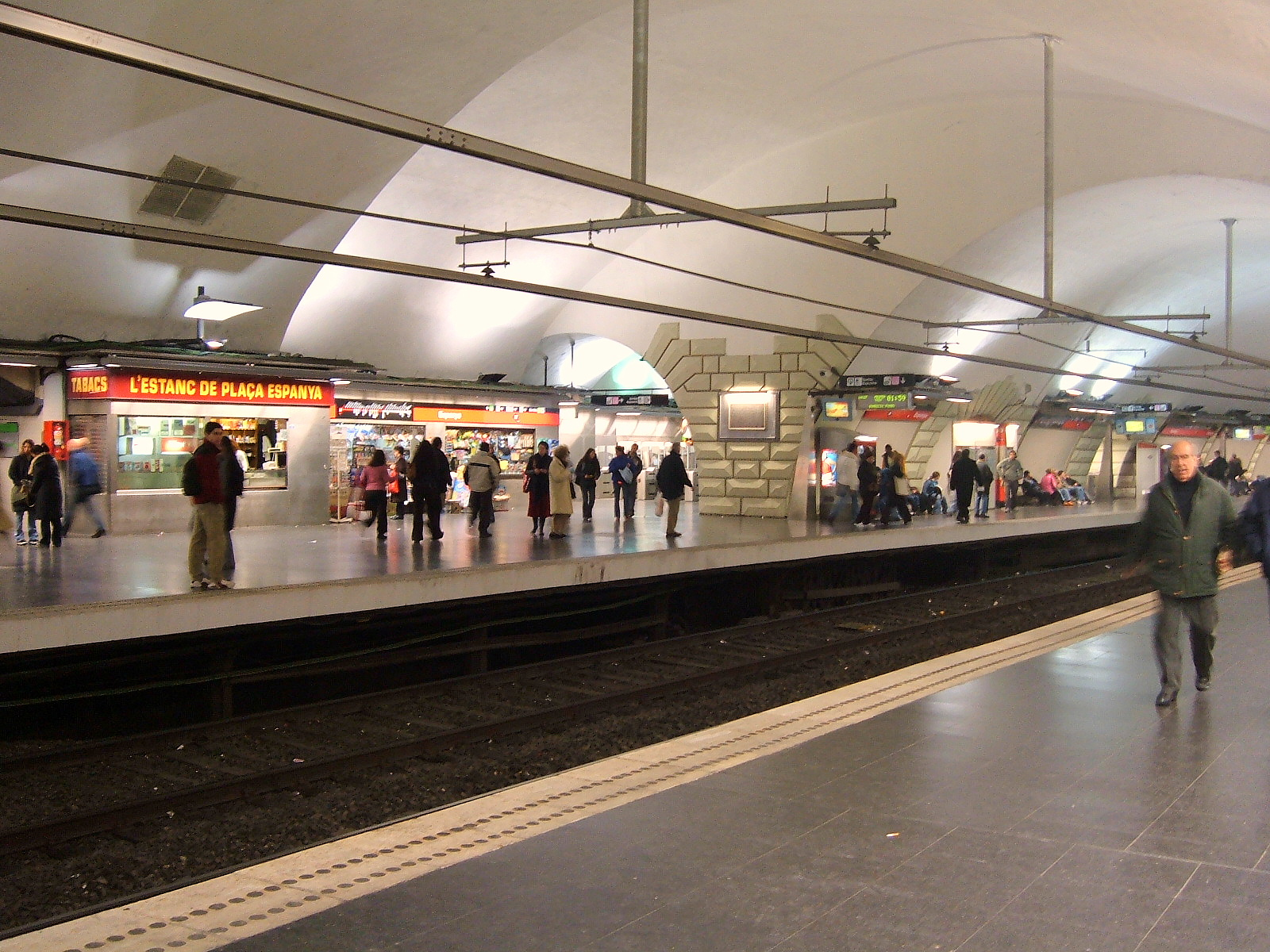
Catenaria aérea rígida en la estación Espanya del Metro de Barcelona.

La catenaria rígida se distingue de las otras en que el elemento que transmite la corriente eléctrica no es un cable, sino un carril rígido. Lógicamente para mantener este carril rígido paralelo a la vía, ya que su peso es muy grande, no basta tensarlo o suspenderlo de otro cable con más flecha, sino que es necesario aumentar el número de apoyos en los que hay que suspenderlo, para disminuir la distancia entre ellos.
Como ejemplo diremos que para suspender una catenaria rígida se usan vanos (distancia entre apoyos) de 10 o 12 m, mientras que el vano para catenarias flexibles está en torno a los 50 o 60 m. Dicha limitación restringe su uso a los túneles, estructuras o sitios de muy escaso gálibo, donde otros sistemas se muestran ineficaces.
El origen del sistema parte de una idea básica, y es solucionar el principal inconveniente del tercer carril, que es la peligrosidad de los contactos directos. La solución más simple a este problema pasaba por mover el tercer carril de contacto a la parte superior del tren. La solución en principio se practicó con el mismo carril (de acero), pero enseguida se desarrollaron carriles más avanzados, con menor peso y mayor conductividad.
Otra ventaja de la catenaria rígida frente al tercer carril (abajo) es su compatibilidad con el sistema de catenaria flexible. El mismo tren con el mismo pantógrafo puede circular por la catenaria flexible y rígida sin equipar distintos dispositivos de captación de corriente. Las transiciones entre catenarias flexibles y rígidas han sido solucionadas en distintas administraciones ferroviarias con el uso de barras de elasticidad variable o estableciendo seccionamientos de transición (separación de sistemas).
El carril empleado actualmente consiste en una barra de aluminio que lleva en su parte inferior una sección de contacto de cobre. La transmisión de energía se realiza por el aluminio y el cobre, aunque únicamente el cobre entra en contacto con el pantógrafo.

## Elementos de una catenaria
- Estructuras de soporte
- Conductores
- Regulación de la tensión mecánica
- Protecciones
- Sistemas asociados

### Estructuras de soporte de catenaria
Las estructuras de soporte tienen como fin sostener los cables (conductores) sobre el tren de la manera adecuada.
|  |  |

La estructura de soporte de la catenaria consta, en el caso más sencillo, de dos partes: el poste y la ménsula. Evidentemente el poste debe fijarse al terreno, ya sea este natural o no. En el caso de terreno natural se suele fundamentar con una zapata de hormigón, que en el argot ferroviario se denomina «macizo», «macizo de fundación» o «fundación». En el caso de fijarse sobre estructuras, existen múltiples métodos, siendo algunos de los más comunes los anclajes gewi, anclajes express, resinas epoxi, etc.

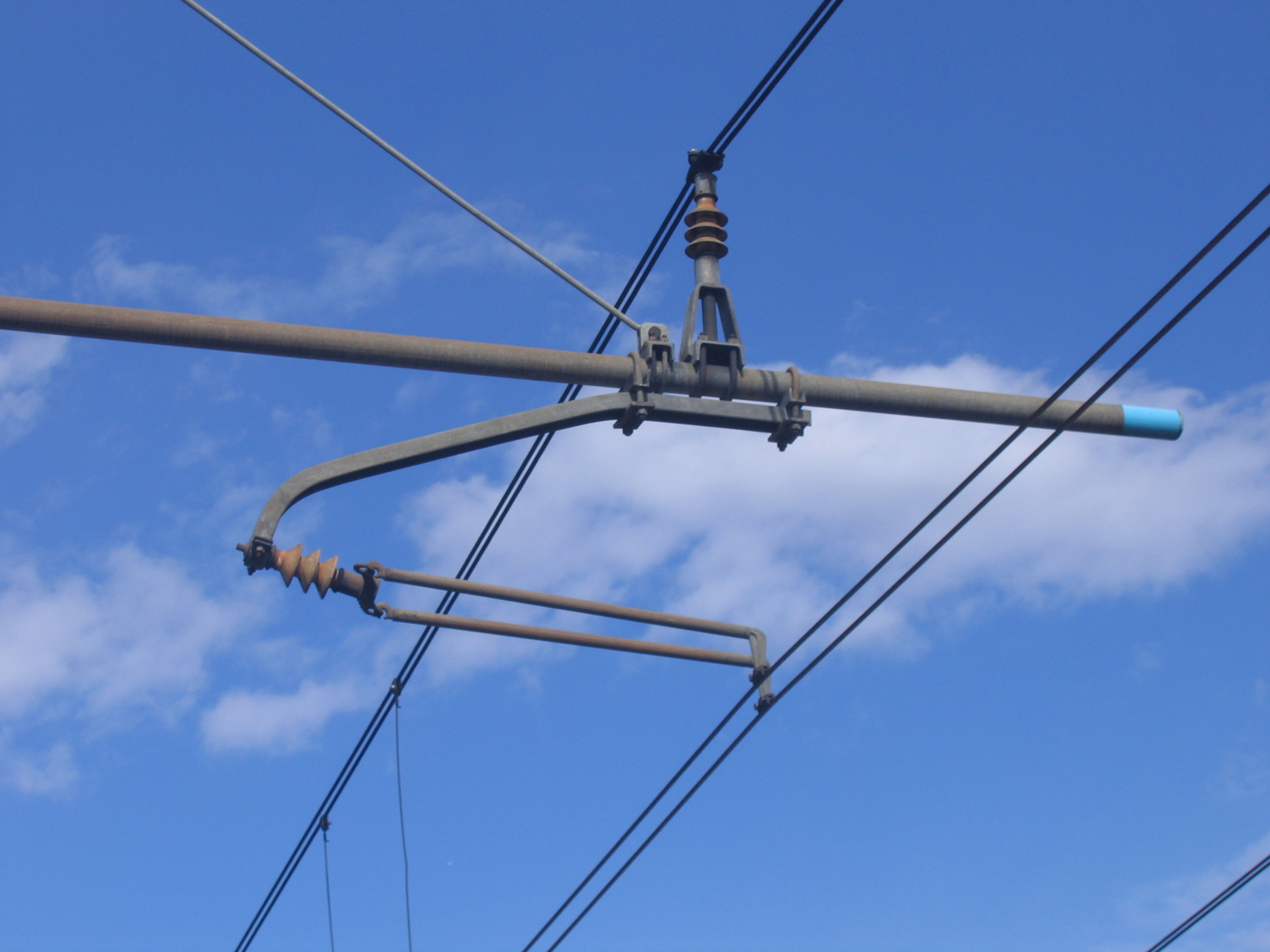
Ménsula por las redes de Italia

Los postes son pilares verticales que se levantan desde la altura del terreno hasta la altura adecuada para soportar la línea aérea de contacto. Existen infinidad de tipos, siendo los más comunes los metálicos y los de hormigón armado. Los de madera están actualmente casi olvidados, salvo en alguna línea minera o turística.

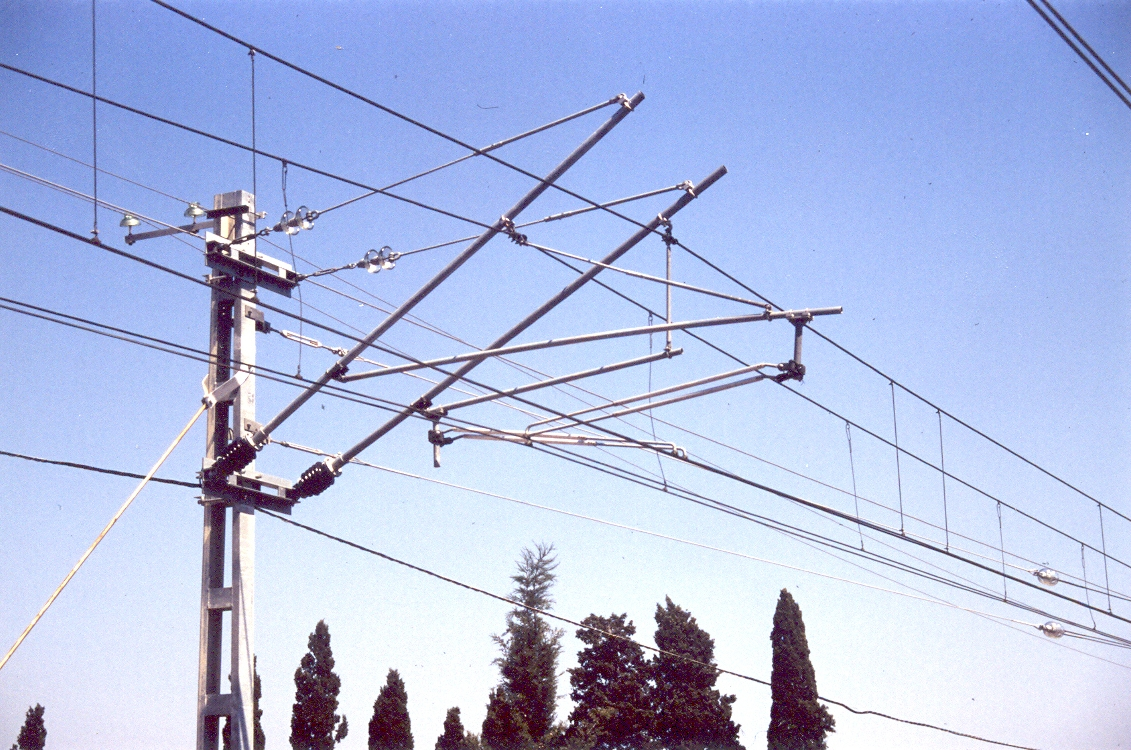
Ménsulas tipo CR-220 en la red de ADIF (España).

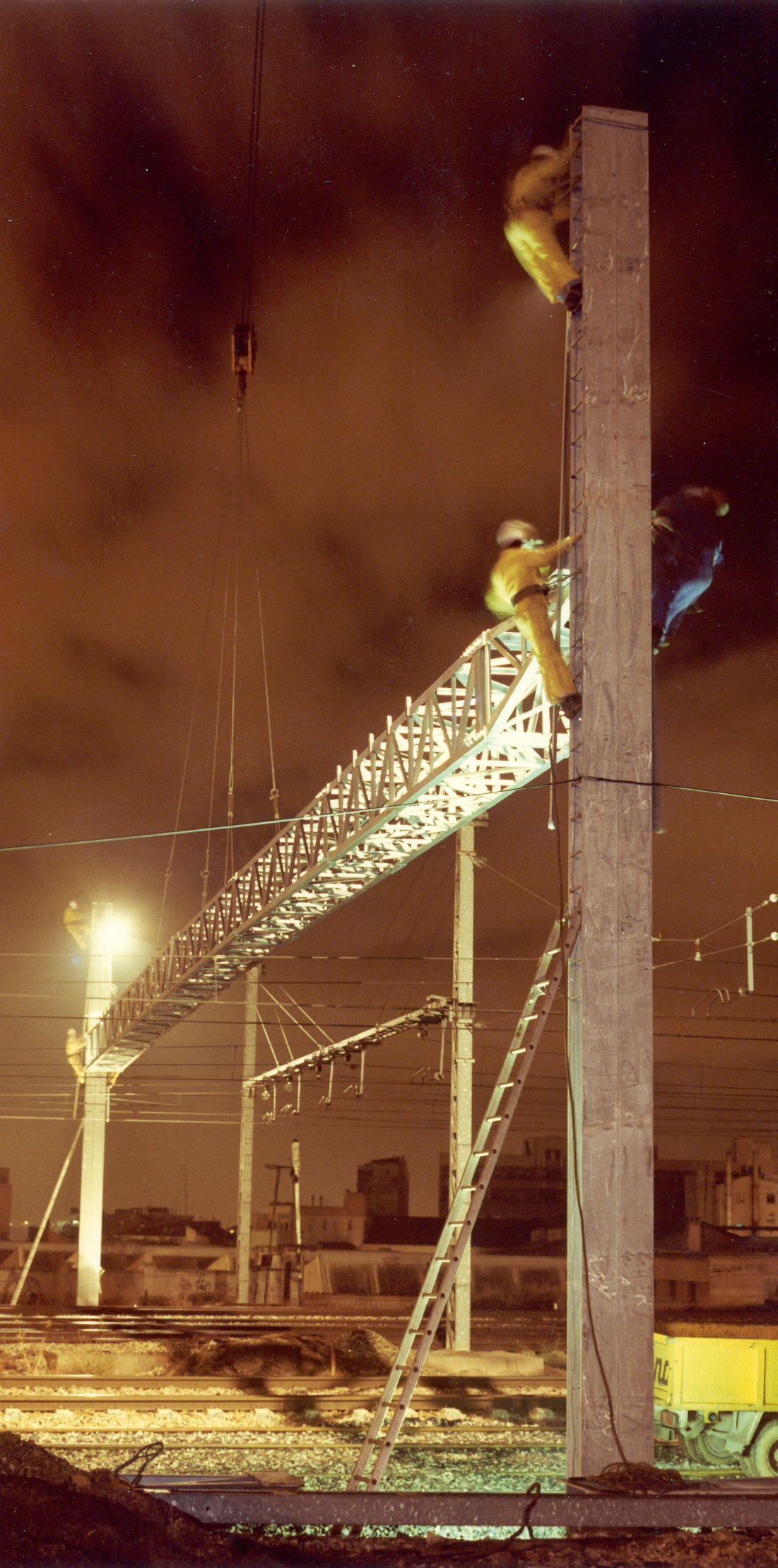
Montaje de un pórtico rígido en la Estación de Atocha (Madrid).

Las ménsulas son elementos estructurales, en voladizo desde el poste, que tienen como función sostener la línea aérea de contacto en su posición correcta sobre el tren.
Otras estructuras de soporte pueden ser los pórticos. Estos pueden dividirse en flexibles y rígidos.
Los pórticos flexibles (comúnmente llamados «funiculares») se componen de dos postes a ambos lados de las vías y uno o más cables que cruzan transversalmente sobre estas, amarrándose a los postes. Las catenarias cuelgan de estos cables, paralelas al trazado de las vías.
Los pórticos rígidos se componen igualmente de dos postes y en este caso de un dintel rígido entre ambos postes, que será el encargado de soportar las catenarias.

### Conductores
Llamamos conductores a los cables que conducen la corriente eléctrica desde la subestación al tren. Los conductores normalmente asociados al sistema de línea aérea de contacto, o catenaria, pueden ser los siguientes:
- Hilo de contacto
- Sustentador
- Feeder positivo o feeder de subestación
- Feeder de acompañamiento
- Feeder negativo

### Regulación de la tensión mecánica

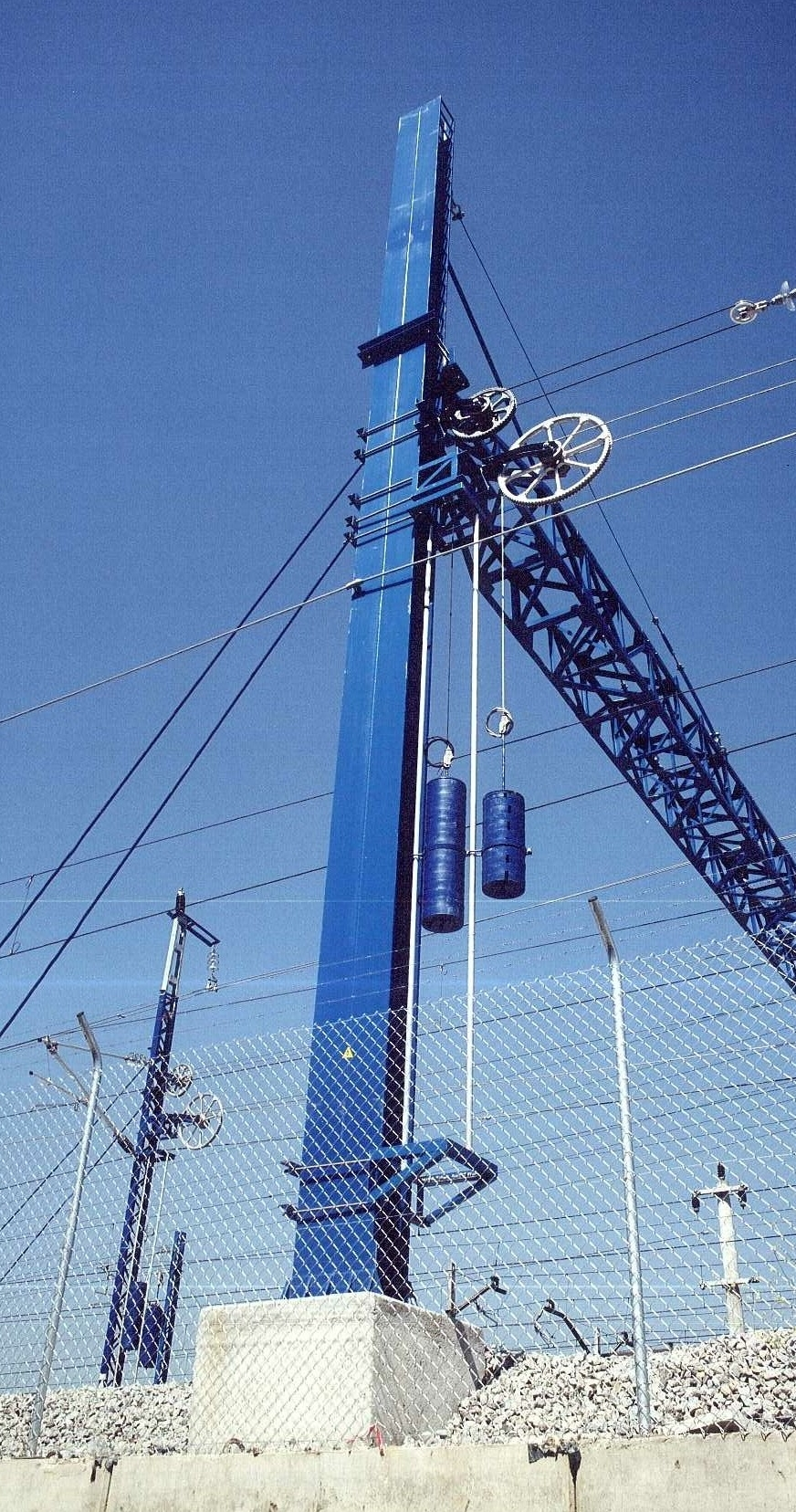
Compensación mecánica con poleas sobre eje solidario en la red de ADIF (España).

Los cables conductores que forman la catenaria (sustentador e hilo[s] de contacto) se ven sujetos a variaciones de longitud debidas a la dilatación térmica producida por los cambios de temperatura. Al variar la longitud de los cables, la geometría de la catenaria se modifica, aumentando la flecha de los cables al elevarse la temperatura.
Este efecto es indeseable para la calidad de captación del pantógrafo, por lo cual se instalan elementos de regulación automática de la tensión mecánica.

#### Sistemas de compensación mecánica por contrapesos

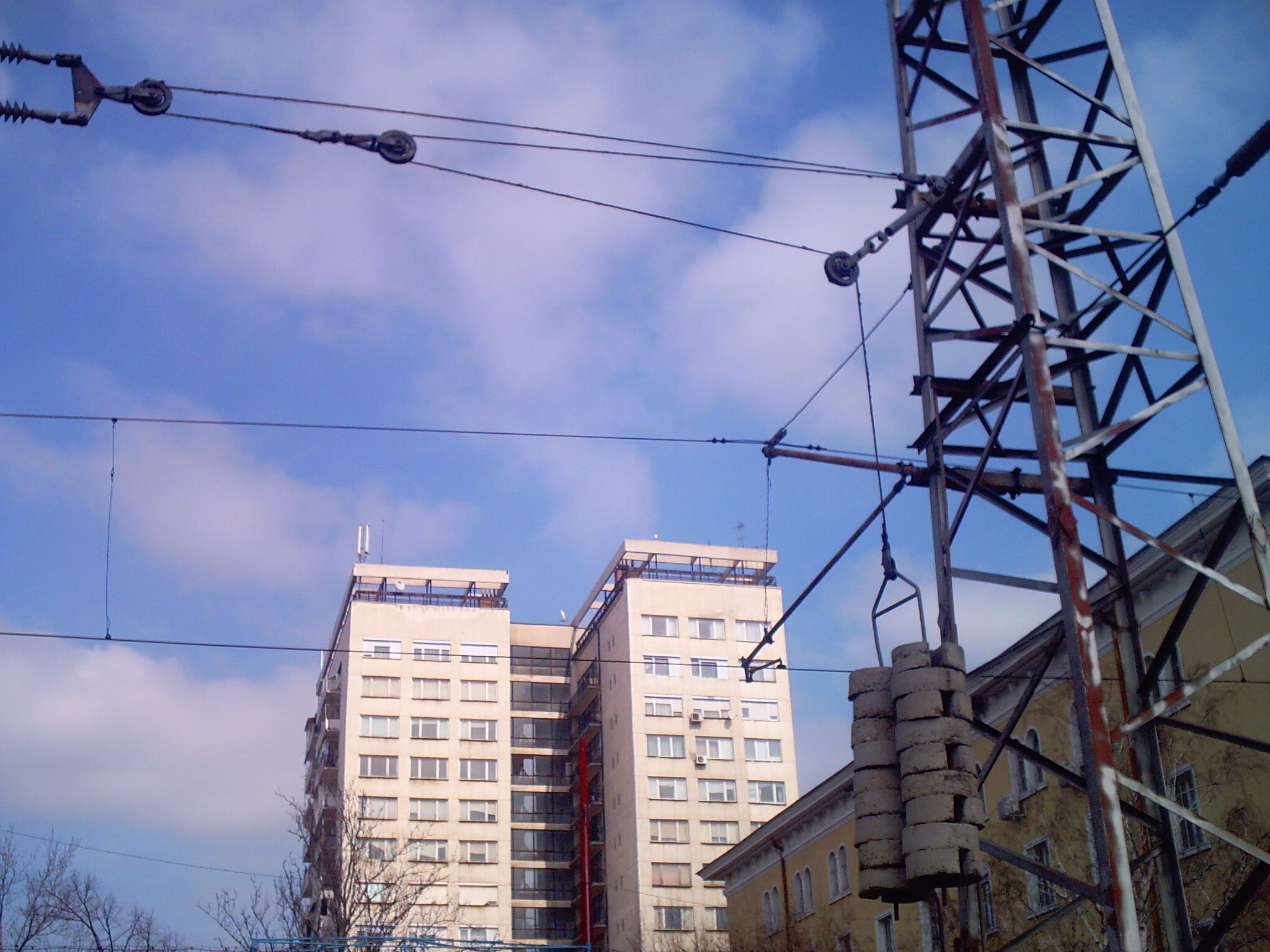
Compensación mecánica con poleas de ejes paralelos (polipasto) en la red de la NRIC en Dimitrovgrad (Bulgaria).

El elemento más sencillo para evitar este efecto (y el más efectivo) es la instalación de un equipo de contrapesos que tiran del cable manteniendo constante su tensión mecánica, lo cual mantiene constante la geometría del mismo.
Para disminuir el número de contrapesos necesarios se instala algún dispositivo que multiplique la efectividad del contrapeso. Los dispositivos utilizados fundamentalmente en este método son las poleas de ejes solidarios (concéntricas) y los sistemas de poleas de ejes paralelos (polipastos).

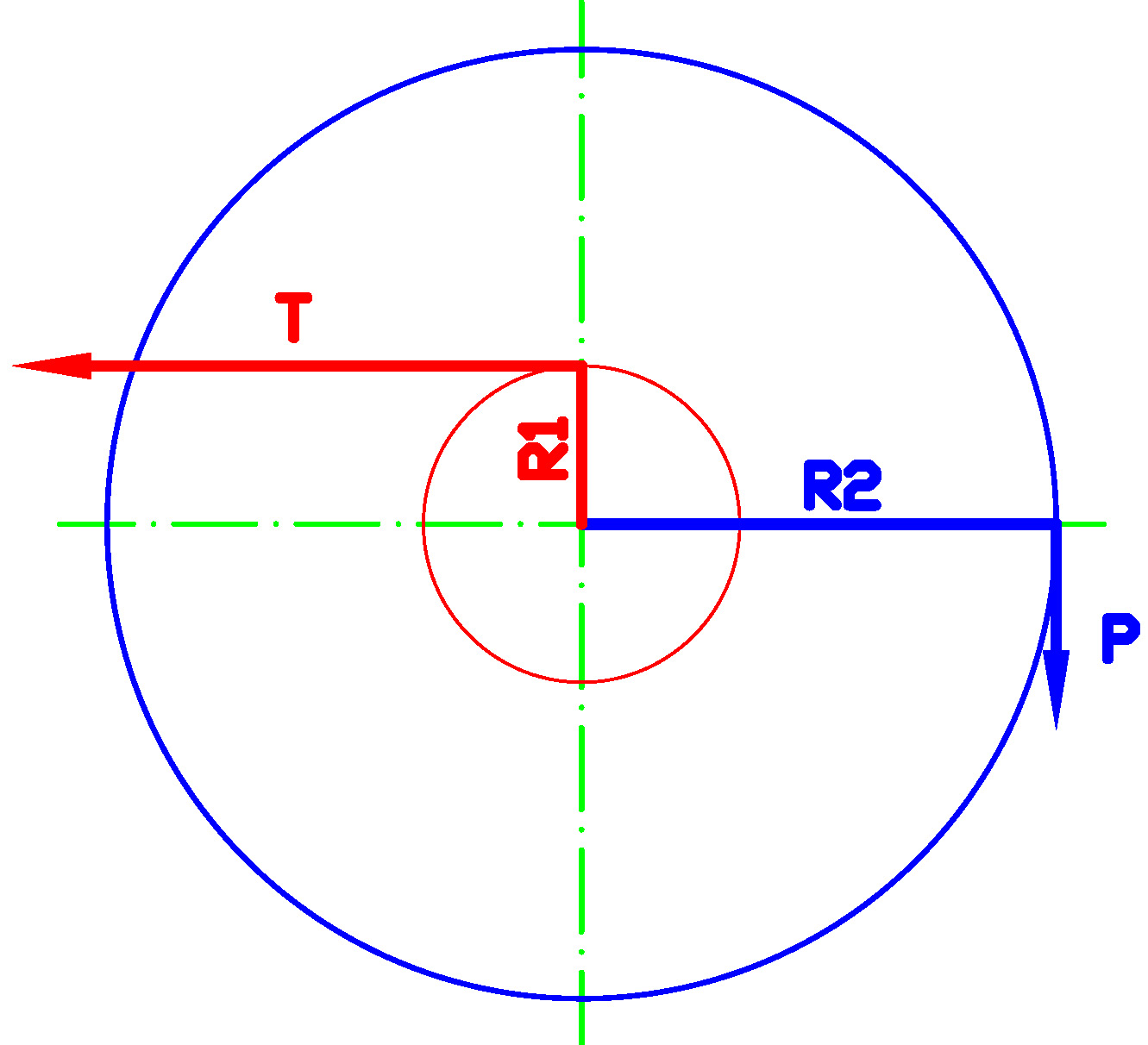
Polea de compensación de catenaria. Diagrama del sólido rígido.

El principio de acción para las poleas de ejes solidarios se basa en que, al estar unidas a un mismo eje, componen un sólido rígido. Para que se mantenga el equilibrio en el mismo, debe cumplirse que la suma de momentos respecto al centro del eje sea cero; por lo tanto, la fuerza que ejercen los contrapesos multiplicada por la distancia desde su línea de acción hasta el eje es igual a la tensión (mecánica) de la línea por la distancia desde su línea de acción hasta el eje. Por consiguiente, la razón entre las fuerzas en ambos cables es inversamente proporcional a los radios de las poleas sobre las que se arrollan. Esta razón se conoce como 'factor de multiplicación' o 'relación de compensación'. Los valores usuales están entre 1:3 y 1:5.
{\displaystyle P.R_{2}=T.R_{1}}
{\displaystyle {\frac {P}{R_{1}}}={\frac {T}{R_{2}}}}
El principio de acción para los polipastos se basa igualmente en que todos los elementos que componen el sistema son sólidos rígidos. Cada polea se encuentra sujeta por su eje a algún elemento rígido, o a otro de los cables que componen el polipasto, y la vez sobre ella se encuentra arrollado alguno de los cables. Para cada una de las poleas las fuerzas ejercidas en los distintos puntos de la misma deben cumplir el tercer principio de Newton (acción/reacción), de tal manera que la suma vectorial de todas estas fuerzas debe ser nula.
En este caso existe también el factor de multiplicación o relación de compensación, si bien esta vez no tiene que ver con el tamaño de las poleas, sino con el número de estas y la forma en que se fijan entre sí, y al poste o elemento de estructura sobre el que se ancla el conjunto.

#### Sistemas de compensación mecánica por resortes

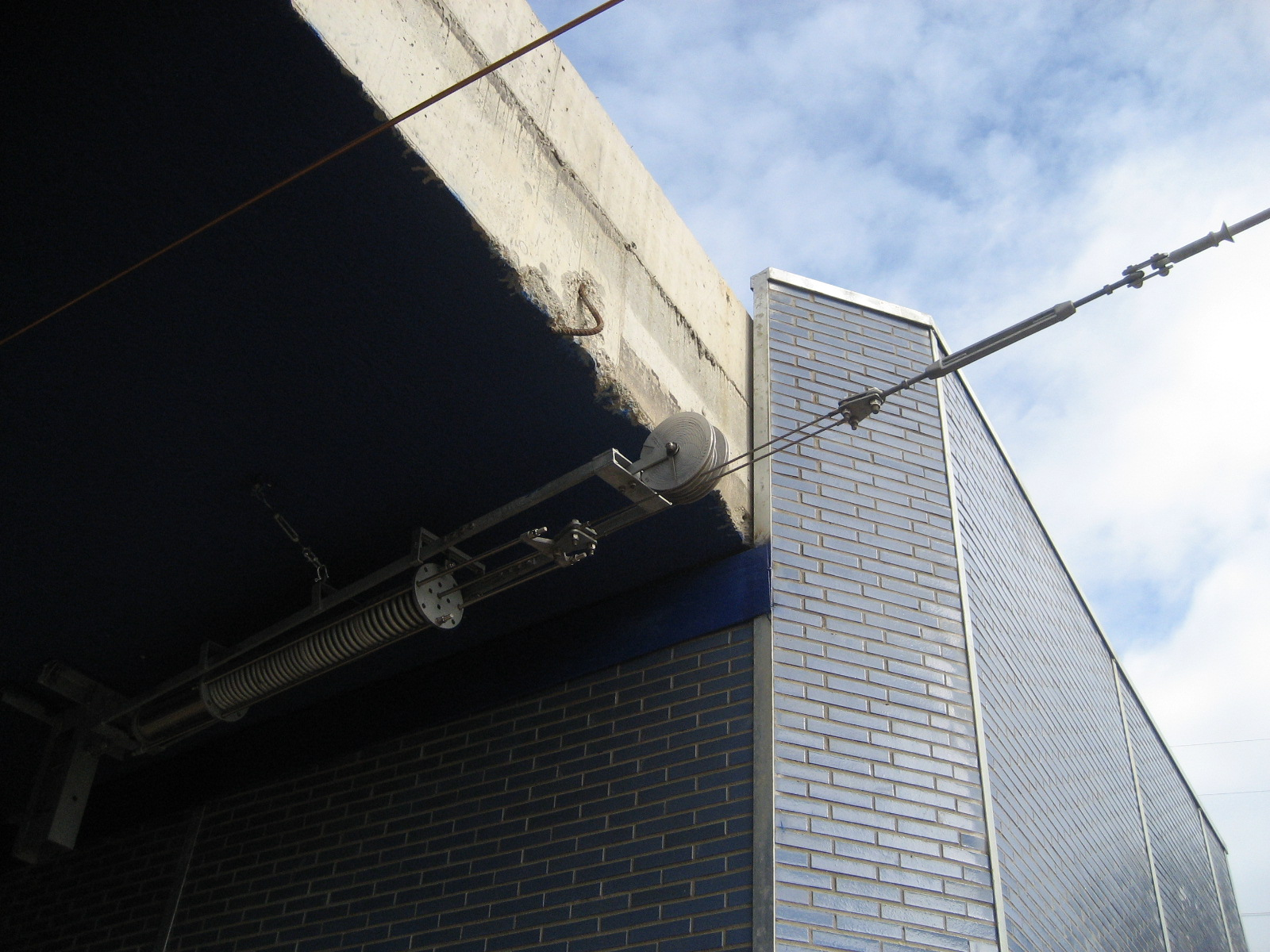
Sistema resorte-leva, en la red de Metro Ligero Oeste. Pozuelo de Alarcón. Madrid.

Otro sistema empleado en la compensación mecánica son los resortes (muelles). Estos sistemas son también conocidos por su marca comercial "Tensorex".
El principio de acción del resorte es la Ley de Hooke.
{\displaystyle F=-k\delta \,},
Como vemos, el resorte proporciona una fuerza variable en función de su elongación, lo cual es indeseable para mantener una tensión constante. La manera de convertir la tensión en un valor constante es introducir en el dispositivo una leva, es decir, una polea de radio variable. Dicha leva debe estar perfectamente ajustada, de tal modo que la posición angular de la misma para cada elongación del resorte compense la constante de Hooke de dicho resorte.

### Protecciones
Entendemos por protecciones los elementos de la instalación de la línea aérea de contacto no asociados a la transmisión de la corriente, sino que ejercen funciones de protección de la instalación frente a eventuales problemas como pueden ser: cortocircuitos, derivaciones, sobretensiones, vandalismo, etc. Las protecciones instaladas en las líneas aéreas de contacto dependen en gran medida de si la corriente que circula por dicha línea es alterna o continua y de la tensión de las mismas.
En corriente continua las protecciones más comunes son:
- Cable tierra, también llamado cable guarda
- Descargadores de sobretensiones (mal llamados en ocasiones pararrayos)
- Tomas de tierra
- Conexiones equipotenciales entre estructuras y carril (solo en algunas administraciones)
- Viseras, pantallas y barreras mecánicas
- Frenos y bloqueos que evitan la caída de la línea en el caso de que se corte la misma o los cables de contrapesos.

En corriente alterna
- Cable de tierra (en paralelo con el retorno de tracción)
- Tomas de tierra
- Conexiones equipotenciales entre estructuras de soporte y carril
- Descargadores de sobretensiones
- Viseras, pantallas y barreras mecánicas
- Frenos y bloqueos de caída de la línea

### Sistemas asociados
Se agrupan en este campo los sistemas cuya finalidad principal no es conducir la corriente ni proteger la instalación, pero cuya función va asociada a la gestión de la línea aérea de contacto o a servicios alimentados por la tensión de la línea aérea de contacto.
En esta categoría podrían agruparse sistemas de medida y monitorización, sistemas de telemando de seccionadores, sistemas de reaprovechamiento de la energía de la frenada, alimentación desde la línea aérea de contacto a sistemas ajenos al sistema de electrificación (antenas GPRS, telefonía móvil, calefacción de agujas), etc.

## Geometría de la catenaria

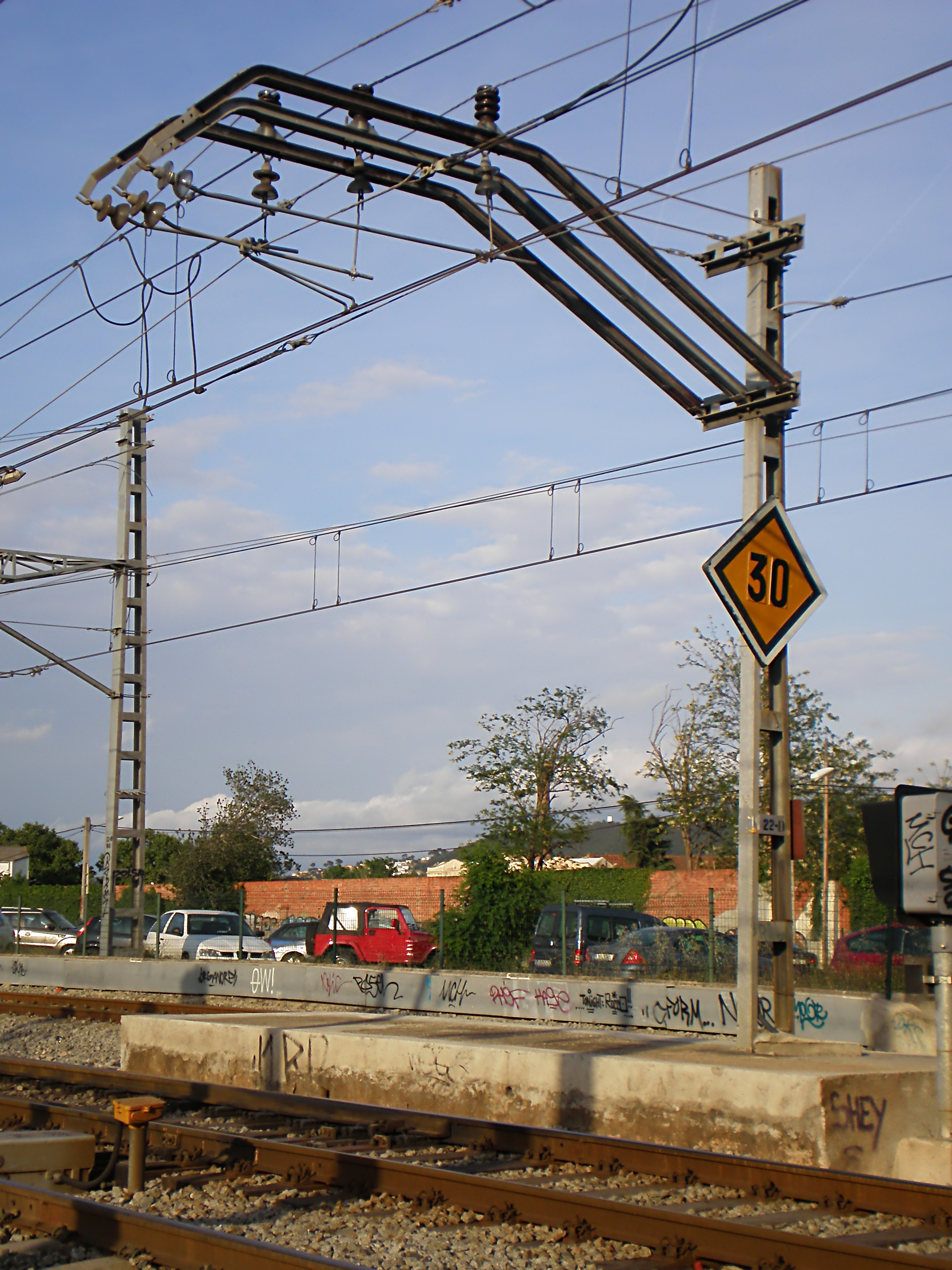
Poste de catenaria con una señal provisional de limitación de velocidad en la estación de Mollet - Sant Fost (Mollet del Vallès, comarca del Vallés Oriental, provincia de Barcelona, Cataluña).

Para tener una idea general de la geometría de la catenaria debemos definir en primer lugar los términos comunes para referirse a sus valores geométricos.
- Vano: Distancia entre dos apoyos consecutivos en el sentido de avance de la línea.

- Altura del hilo de contacto: Distancia vertical entre el plano de rodadura del tren, definido por los carriles, y el punto más bajo del hilo de contacto.

- Altura de la catenaria: Distancia entre el hilo de contacto y el sustentador (en las catenarias que disponen de este) medida en el apoyo.

- Descentramiento: Distancia horizontal, medida a la altura del hilo de contacto y en el plano paralelo al de rodadura, que existe entre el eje de la vía y la posición del hilo de contacto.

- Flecha de los hilos de contacto: Distancia vertical medida en el centro de un vano entre la cota del hilo de contacto en ese punto y en los apoyos anterior y posterior. Si la cota es diferente en éstos, la flecha se establecerá como la semidiferencia de ambas cotas.

- Cantón: Secuencia de vanos que contienen un mismo hilo conductor común. Los vanos extremos, donde arranca y finaliza el tendido del hilo conductor se denominan vanos de seccionamiento, y en ellos coexisten dos hilos conductores, el que finaliza un cantón y el que inicia el siguiente..